# Das Sterben ist ästhetisch bunt
Das Sterben ist ästhetisch bunt ist das erste Album der Bayreuther Gruppe Goethes Erben aus dem Jahr 1992 und bildet den Auftakt der Alben-Trilogie, die mit Der Traum an die Erinnerung weitergeht und mit Tote Augen sehen Leben abgeschlossen wird.
Das Album stellt mit anderen Werken, wie z. B. Die Propheten von Das Ich oder Angst von Lacrimosa eines mit Schlüsselqualitäten für die Neue Deutsche Todeskunst dar.

## Entstehungsgeschichte
Nachdem Peter Seipt die Band verlassen hatte, musste Henke das Projekt auf Eis legen und arbeitet nur noch textlich und im Studio an neuen Sachen. So entstand in dieser Zeit, in der Henke ohne Band dastand, auch ein Teil des Stückes Flüstern, das erst auf dem dritten Studio-Album veröffentlicht wurde.
Erst im Februar 1991 wurde Goethes Erben mit Mindy Kumbalek und Conny R. wieder eine vollständige Gruppe.

## Titelliste
1. Das Sterben ist ästhetisch bunt – 1:35
2. Unbekannter Soldat – 3:18
3. Der Kerker – 2:56
4. Ich möchte nicht länger – 5:48
5. Die letzte Nacht – 6:17
6. Kaltes Licht – 2:42
7. Koma – 7:03
8. Keine Lösung – 3:05

## Thematik
Das zentrale Thema des Albums sind der Tod und die Vergänglichkeit, was sich auch in allen Liedern bemerkbar macht. Schon im ersten Titel des Albums sieht man dies an dem Satz „Die Metamorphose zu brauner Erde hat begonnen (…)“.
In Unbekannter Soldat werden die letzten Momente eines einfachen Soldaten geschildert, der von seinem Bruder gefangen wurde und mit verbundenen Augen auf seine Hinrichtung wegen Feigheit wartet. Das Lied endet mit den Sätzen „Legt an!“ und „Gebt Feuer!“. Im Anschluss darauf folgt Im Kerker, wo die Gedanken eines Menschen dargestellt werden, der im Kerker langsam dahinsiecht.
Während Ich möchte nicht länger die Angst vor dem Sterben mit anschließendem Selbstmord behandelt, behandelt das Lied Koma die Qualen eines im Koma liegenden Menschen, der nicht sterben kann, weil er künstlich am Leben gehalten wird:
– Die Maschinen funktionieren gut
Sie erhalten das Leben
Erleichtern das Atmen
Aber nicht das Sterben
– Das Leid bleibt erhalten
Die Schmerzen auch
Denn niemand weiß von diesem Schmerz
Nur ich
– Doch ich kann nicht schreien
Auch nicht weinen
Nur leiden
Mit den Worten „Es gibt keine Lösung, keinen Ausweg, keinen Sinn“ endet das Lied Keine Lösung. Mit genau diesen Worten schließt auf dem Nachfolger-Album das Lied Keine Lösung – Rückblick an, um zu betonen, dass die Alben zusammenhängen und die Trilogie bilden.

## Neuauflage
1998 wurde die gesamte Alben-Trilogie neu aufgelegt, wobei auch ein völlig neugestaltetes Booklet herausgegeben wurde und das Cover geändert wurde. Statt eines dunklen Blatts auf schwarzem Hintergrund ist gelbliches Laub zu sehen, das am Boden liegt. Vertrieben wurde die neue Auflage von Zeitbombe.

## Sonstiges
- Von Bartholomäus Bastian Verdel, der auf dem Album als Gastmusiker fungierte, stammt auch die Melodie zu dem auf dem Nachfolge-Album veröffentlichten Lied Das schwarze Wesen.